# Бомонт, Питер
Питер Бомонт (англ. Peter Beaumont) — британский журналист, редактор журнала The Observer по иностранным делам; также пишет для дочерней газеты — The Guardian. Он освещал войны в Ираке, Афганистане, Ливане, Секторе Газа и Косове.
Бомонт — автор книги 2009 года «Тайная жизнь войны – Путешествие через современный конфликт» (англ. The Secret Life of War – Journeys Through Modern Conflict), мемуаров о своей жизни в качестве иностранного корреспондента, работавшего в зонах боевых действий.
Его сыграл Мэттью Гуд в фильме «Опасные секреты» (2019).

## Награды
- Премия Оруэлла (2007)[3]
- Amnesty National Press Award 2006[4]
- Webby Awards 2011[5]